# رشا الزغبي
رشا الزغبي (30 مارس 1979-) ممثلة سورية.

## سيرتها
تخرجت من كلية الفنون الجميلة – قسم التصوير. دخلت مجال التمثيل بمحض الصدفة، من أشهر أدوارها سنية في مسلسل الانتظار 2006.

## أعمالها

### في التلفزيون
- فصول الاربعة الجزء الثاني ضيفة حلقة واحدة
- دنيا- سوزي

- الانتظار- سنية

- قلوب صغيرة

- صراع المال

- حياة أخرى - فطمة

- ذاكرة الجسد

- صبايا ج3

- أيام الدراسة - مايا

- أنت هنا

- روزنامة

- حدود شقيقة

- تحت سماء الوطن

- ناطرين- نانا

- نيولوك

- خان الدراويش

- زنود الست ج3 -فرح

### مسرحيات
- سانتومان الفتى الخارق - سالي

- ضيف الدب - ثعلوب

- دو ري مي - غولة

- حياتكم الباقية - سمر